# Erkenbert-Museum
Das Erkenbert-Museum in Frankenthal, Rheinland-Pfalz, ist ein stadthistorisches Museum, das sich auch der lokalen Kultur- und Kunstgeschichte widmet. Die Exponate umfassen Gräberfunde aus der Zeit um 500 n. Chr. bis zu lokal gefertigten Industrieprodukten des 20. Jahrhunderts.

## Bezeichnung
Der Name des Museums geht auf den aus Worms stammenden Erkenbert, eigentlich Eckenbert (um 1079–1132), zurück, der im Jahr 1119 das Augustiner-Chorherrenstift in Frankenthal gründete, deren baulich erhaltene Fragmente heute als Erkenbert-Ruine bezeichnet werden.

## Geschichte
1893 richtete der im Vorjahr gegründete „Altertumsverein Frankenthal“ im ehemaligen Getreidespeicher des Augustiner-Chorherrenstifts das Erkenbert-Museum ein. Zwischen 1910 und 1914 zog dieses in die unmittelbare Nachbarschaft eines großen Ratssaals in einem Obergeschoss der Ruine. Diese Teile der Ruine wurden während des Luftkrieges 1943 völlig zerstört, die Reste des Museums 1960 abgetragen.
Altertumsverein und Stadtverwaltung verständigten sich 1986, das Museum künftig gemeinsam zu betreiben. Daraus ergab sich ein neuer Standort im ehemaligen Gebäude der Stadtsparkasse am Rathausplatz, das ab 1988 saniert und 1990 eröffnet wurde.

## Dauerausstellung
Die Dauerausstellung des Erkenbert-Museums führt durch rund 1500 Jahre Kunst und Kulturgeschichte der ehemaligen Festungs- und Garnisonsstadt Frankenthal, die als „Dritte Hauptstadt von Kurpfalz“ tituliert wurde. Begleitend werden Veranstaltungen und Führungen angeboten, u. a. für Kinder und Jugendliche bzw. Schülergruppen.

## Kostbarkeiten
Zu den wertvollen Exponaten zählen u. a. Gemälde der Frankenthaler Landschaftsmaler Gillis van Coninxloo oder Anton Mirou aus der Zeit um 1600 sowie Frankenthaler Porzellan aus der zweiten Hälfte des 18. Jahrhunderts, das an europäischen Fürstenhöfen benutzt wurde.

## Sonderausstellungen (Auswahl)
- 27. Mai bis 6. August 1995: Kunst, Kommerz, Glaubenskampf – Frankenthal um 1600
- 20. Mai bis 18. September 2005: Die Kunst Porcelain zu machen – Frankenthaler Porzellan 1755–1800
- 19. September bis 25. November 2007: Schätze aus Pergament – mittelalterliche Handschriften aus Frankenthal
- 4. August bis 18. Oktober 2017: Lieblingsstück – Mein Objekt schreibt Geschichte – 125 Jahre Frankenthaler Altertumsverein
- 10. November 2017 bis 6. Januar 2018: Einblicke und Ausblicke – Hinter den Kulissen unseres Museums
- 26. Januar bis 4. März 2018: Nachts in Frankenthal
- 20. April bis 5. August 2018: Karin Bruns – Fokus Mensch
- 25. Oktober bis 30. Dezember 2018: Patenkind der Königin Karoline – Zur Geschichte unserer Schule
- 17. Juni 2019: Frankenthal – eine Zeitreise[5]

## Veröffentlichungen
- Kunst, Kommerz, Glaubenskampf – Frankenthal um 1600. Unter Mitarb. v. Ingrid Bürgy-de Ruijter hrsg. v. Edgar J. Hürkey im Auftrag der Stadt Frankenthal (Pfalz). Selbstverlag, Frankenthal 1995, ISBN 3-88462-118-1.
- Die Kunst Porcelain zu machen – Frankenthaler Porzellan 1755–1800. Hrsg. v. Edgar J. Hürkey im Auftrag der Stadt Frankenthal (Pfalz). Selbstverlag, Frankenthal 2005, ISBN 978-3-00-016178-0.
- Schätze aus Pergament – Mittelalterliche Handschriften aus Frankenthal. Hrsg. v. Edgar J. Hürkey im Auftrag der Stadt Frankenthal (Pfalz). Selbstverlag, Frankenthal 2007, ISBN 978-3-00-022493-5.
- Małgorzata Buchholz-Todoroska: Schnappschüsse aus Zoppot. Hrsg. v. Muzeum Sopotu und Erkenbert-Museum. Sopot und Frankenthal 2009, ISBN 978-83-61385-12-7; deutsch-polnisch.